# Канольд, Пауль
Пауль Георг Канольд (нем. Paul Georg Kanold; 18 апреля 1874, Бреслау — 14 октября 1946, Ганновер) — немецкий архитектор, профессор Технического университета Ганновера; член НСДАП (1933—1943).

## Биография
Пауль Георг Канольд родился 18 апреля 1874 года в Вроцлаве; учился в Техническом университете в Шарлоттенбурге у архитектора Карла Шефера (Carl Schäfer, 1844—1908), а затем последовал за своим учителем в Технологический университет Карлсруэ. В 1901 году Канольд получил премию Шинкеля (Schinkelpreis) за архитектурный проект княжеского дворца (prinzlichen Palais) в Берлине; в том же году он прошел практику (референдарий) и сдал государственный экзамен.
Затем Канольд работал строительным чиновников в Пруссии, а с 1901 года — государственным архитектором (оценщиком); в 1907 году он стал строительным инспектором. Через год он перешел на пост городского строительного инспектора Франкфурта-на-Майне. В 1911 году он получил пост профессора городского дизайна в Техническом университете Ганновера. В этот период он также создал проекты нескольких зданий в Миндене. В 1930 году он стал членом Свободной немецкой академии градостроительства в Берлине (Deutsche Akademie für Städtebau und Landesplanung, DASL).
1 мая 1933 года Пауль Канольд стал членом НСДАП (партийный билет № 2313616), а 11 ноября 1933 года — был среди более 900 ученых и преподавателей немецких университетов и вузов, подписавших «Заявление профессоров о поддержке Адольфа Гитлера и национал-социалистического государства». 1 октября 1939 года (после другим данным — в октябре 1940 года) он вышел на пенсию. Пауль Георг Канольд был единственным преподавателем университета Ганновера, который покинул НСДАП до окончания национал-социалистической диктатуры, в 1943 году. Скончался 14 октября 1946 года в Ганновере.

## Работы
- 1902—1906: здание регионального совета в Миндене
- 1903—1905: «Knappschaftskrankenhaus» в Гельзенкирхен-Юкендорфе
- 1906—1908: «Kreishaus» в Миндене
- 1906—1908: Городской театр в Миндене